# Lagoa do Campelo
Lagoa do Campelo är en sjö i Brasilien.   Den ligger i delstaten Rio de Janeiro, i den sydöstra delen av landet, 1 000 km sydost om huvudstaden Brasília. Lagoa do Campelo ligger 5 meter över havet.
Omgivningarna runt Lagoa do Campelo är huvudsakligen savann. Runt Lagoa do Campelo är det ganska glesbefolkat, med 47 invånare per kvadratkilometer.